# Franz Lambert
Franz Lambert (Heppenheim, 11 marzo 1948) è un compositore tedesco. In carriera ha pubblicato più di 100 album, suonando sia l'organo Hammond e, recentemente, anche gli organi elettronici Wersi.

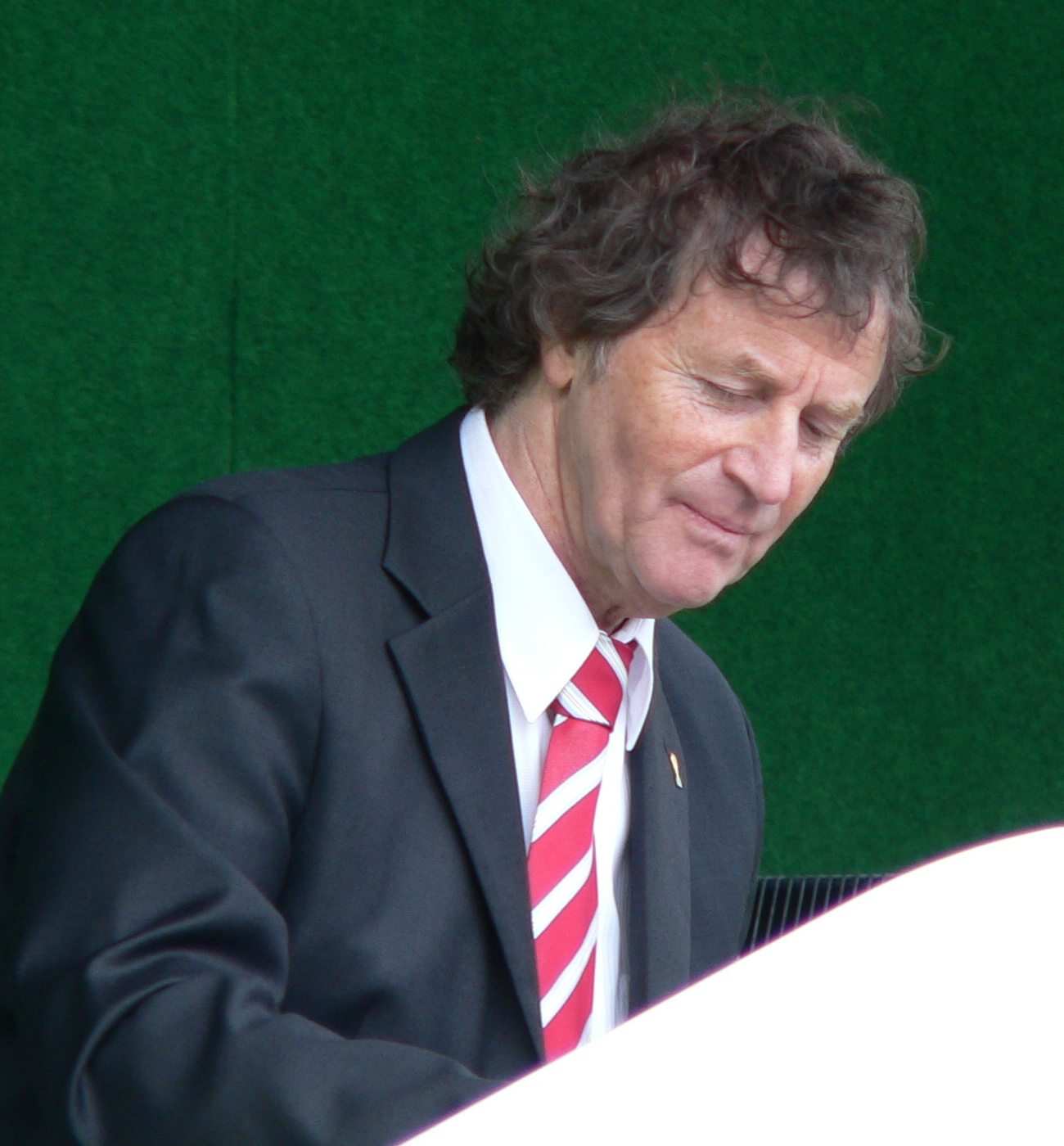
Franz Lambert

La sua prima apparizione in pubblico è del 1969 nello show televisivo tedesco Zum Blauen Bock, dopo il quale ricevette il primo contratto. Ha suonato di fronte a numerose celebrità fra cui il Re Carlo III e Helmut Schmidt.
Fra i suoi lavori più noti c'è l'inno FIFA, fu suonato per la prima volta nel campionato del mondo 1994.